# 高建军
高建军（1969年10月—），男，河南新密人，中华人民共和国政治人物。高级会计师。曾任中共开封市委书记。

## 简历
1989年毕业于河南大学政治系经济管理专业。1989年7月参加工作。1991年12月加入中共。2002年6月，任新郑市副市长；2006年4月，任中共新郑市委常委、副市长。
2009年3月，任中共郑州市管城回族区委常委、副区长。
2011年5月，任郑州市国土资源局党组副书记、副局长（2007年9月至2011年7月在郑州大学法学院宪法学与行政法学专业博士研究生学习，获法学博士学位）。
2012年4月，任郑州市管城回族区区长。
2014年3月，任中共汝州市委书记。2015年10月，任中共平顶山市委常委，汝州市委书记。
2017年12月，任中共开封市委副书记，代市长。2018年1月，任开封市市长。2018年2月24日，当选为第十三届全国人大代表。
2020年12月，任中共开封市委书记，2025年8月卸任。